# Liste des maires de Saint-Maur-des-Fossés
La liste des maires de Saint-Maur-des-Fossés présente la liste des maires de la commune française de Saint-Maur-des-Fossés, située dans le département du Val-de-Marne en région Île-de-France.

## Liste des maires

### Liste des maires de La Varenne
La commune de La Varenne a été formée à partir de la paroisse de Saint-Hilaire. Elle a élu deux municipalités le 14 novembre 1790 puis le 3 novembre 1791. L’union définitive avec la municipalité de Saint-Maur-des-Fossés s’est faite le 5 décembre 1791.
| Période | Période | Identité                 | Étiquette | Qualité    |
| ------- | ------- | ------------------------ | --------- | ---------- |
| 1790    | 1791    | Jean-Jacques Géant       |           | Laboureur  |
| 1791    | 1791    | Jacques-Maurice Bouillon |           | Aubergiste |

### Liste des maires de Saint-Maur

#### Entre 1790 et 1944
| Période                                                    | Période       | Identité                           | Étiquette   | Qualité |
| ---------------------------------------------------------- | ------------- | ---------------------------------- | ----------- | --- |
| 1790                                                       | 1791          | Jean Hubert Richard                |             | Bourgeois |
| 1791                                                       | 1792          | Pierre Lacroix                     |             | Maçon |
| 1792                                                       | 1793          | Pierre-Nicolas Gautier             |             | Marchand de vin |
| 1793                                                       | 1795          | Jean-Nicolas Hacar                 |             | Serrurier |
| De 1795 à 1800, municipalité de canton établie à Charenton |               |                                    |             | |
| 1800                                                       | 1807          | Jean Charles Bellin                |             | Menuisier |
| 1807                                                       | 1816          | Louis-Clément Cailus               |             | Administrateur des grandes messageries Conseiller général de la Seine (1815) |
| 1816                                                       | 1820          | Marcel Goguet                      |             | |
| 1820                                                       | 1826          | Louis-Clément Cailus               |             | Administrateur des grandes messageries Démissionnaire |
| 1826                                                       | 1843          | Louis Joseph Marie Barré           |             | Cultivateur |
| 1843                                                       | 1843          | Étienne-Jules Cousin de Marinville |             | Secrétaire du cabinet du roi de Wesphalie, archiviste du sénat Démissionnaire |
| 1843                                                       | décembre 1844 | Louis Joseph Marie Barré           |             | Cultivateur Décédé en fonction |
| 1845                                                       | août 1853     | Jean-Charles Moynat                |             | Actionnaire Décédé en fonction |
| 1853                                                       | 1870          | Louis-Désiré Mahieu                |             | Promoteur et entrepreneur de travaux publics |
| 1870                                                       | 1870          | Charles Mollin                     |             | |
| 1870                                                       | 1871          | Augustin-Charles Taillefer         |             | Médecin Maire provisoire, démissionnaire |
| 1871                                                       | 1871          | Théodore-Armand Coutard            |             | Épicier Maire provisoire |
| 1871                                                       | 1874          | Pierre Marie Napoléon Dehais       | Républicain | Passementier, conseiller d'arrondissement |
| 1874                                                       | 1876          | Eugène Jean-Baptiste Cottenet      |             | Avocat Démissionnaire |
| 1876                                                       | mai 1888      | Léon Piettre                       | Rép.prog.   | Médecin |
| mai 1888                                                   | juillet 1890  | Bertrand-Georges Laffont           | Rad.soc.    | Médecin |
| juillet 1890                                               | mai 1894      | Adolphe Aureau                     | Rad.soc.    | |
| mai 1894                                                   | 1900          | Louis Charles Maxant               | Rép.prog.   | Horloger |
| 1900                                                       | 1908          | Jean Louis Marie Sallefranque      | Rad.soc.    | Pharmacien |
| 1908                                                       | 1941          | Auguste-Frédéric Marin (1857-1941) | Rad.ind.    | Comptable et propriétaire Conseiller général de Saint-Maur (1909 → 1925) Conseiller général de Saint-Maur (1re circ.) (1925 → 1940) Président du conseil général de la Seine (1921 → 1922) |
| 1941                                                       | 1944          | Joannès Tête                       |             | Industriel |

#### Depuis 1944
Huit maires se sont succédé depuis la Libération de la France :
| Période      | Période                       | Identité                | Étiquette    | Qualité |
| ------------ | ----------------------------- | ----------------------- | ------------ | --- |
| 1944         | octobre 1947                  | Jean Le Trocquer        | SFIO         | Ingénieur industriel Président du Comité local de libération en 1944 |
| octobre 1947 | mai 1953                      | Raymond Héraud          | RPF          | Fonctionnaire au ministère de l'Agriculture |
| mai 1953     | mars 1959                     | François Urbani         | RPF          | Employé de banque |
| mars 1959    | mars 1977                     | Gilbert Noël            | UDT puis MSP | Vétérinaire Député de la Seine puis du Val-de-Marne (1966 → 1968) |
| mars 1977    | mars 2008                     | Jean-Louis Beaumont ,   | DVD          | Professeur de médecine Député du Val-de-Marne (1re circ.) (1978 → 1981 et 1993 → 1997) |
| mars 2008    | avril 2014                    | Henri Plagnol           | DVD          | Maître de conférences Secrétaire d'État chargé de la Réforme de l’État (2002 → 2004) Député du Val-de-Marne(1re circ.) (1997 → 2002 et 2007 →2012) Conseiller général de Créteil-Nord (1994 → 2001) Conseiller général de Saint-Maur-des-Fossés-Centre (2004 → 2009)                                                                       |
| avril 2014   | juillet 2024                  | Sylvain Berrios         | UMP → LR     | Membre de cabinets ministériels (2002 → 2012) Député du Val-de-Marne (2012 → 2017) Conseiller général de Saint-Maur-La Varenne (2008 → 2013) Vice-président de l'EPT Paris-Est-Marne et Bois (2016 →), Président du Syndicat Marne Vive Député du Val-de-Marne(1re circ.) (2024 → ) Démissionnaire à la suite de son élection comme député |
| juillet 2024 | En cours (au 23 juillet 2024) | Pierre-Michel Delecroix | LR-SL        | Chef d'entreprise Adjoint au maire chargé de l'urbanisme (2014 → 2024) |

## Pour approfondir